# 吴昂驹
吴昂驹（?—?），字籋云，又字千仲，号醒园。海宁新仓里人。
吴玟丰之孙，吴嵘之子，吴骞从子。嘉慶二十三年（1818）歲貢。雅好聚书，精於讎校装订。著有《竹初山房诗抄》、《桃溪书画录》5卷、卷首1卷、《补遗》1卷等。编有《卢忠肃彭节愍家书合钞》二卷。